# Núcleo silábico
El núcleo silábico es la parte central de la sílaba, la que tiene mayor intensidad sonora y que se manifiesta en un espectrograma con una mayor amplitud. Es la única parte de una sílaba que es obligatoria en cualquier lengua. Suele estar formado por vocales pero también existen las consonantes silábicas.
El núcleo silábico es la parte central de las sílabas. Usualmente va precedido por la fase inicial de la sílaba, denominada ataque silábico, con sonoridad creciente. En algunas lenguas dicho ataque puede no existir pero en otras como las lenguas chinas y las lenguas semíticas el ataque es fonéticamente obligatorio. La mayoría de las lenguas tienen sílabas complejas en las que el núcleo silábico va seguido por la fase final llamada coda silábica que se visualiza con intensidad decreciente en las gráficas sonoras. En italiano y algunas lenguas malayo-polinesias no existe coda silábica.

## Núcleo en varias lenguas
- En español, el núcleo silábico está constituido, necesariamente, por una vocal o diptongo. En la sílaba tres, el núcleo es la letra -e-, en este caso vocal trabada, el ataque es tr- y la coda silábica es la -s final.
- Otras lenguas europeas admiten como núcleos silábicos sonorantes líquidas como r o l. Por ejemplo en lenguas eslavas tenemos: checo Brno (ciudad), serbocroata Krk (isla del mar adriático) o srp 'serbio'. En inglés tenemos bottle [bo.tl] donde en la segunda sílaba l hace de núcleo silábico.
- Para el proto-indoeuropeo se reconstruyen como núcleo silábico además de las vocales, los fonemas sonorantes /*r, *l, *m, *n/.
- En náhuatl el núcleo silábico está formado siempre por una única vocal, no siendo posible en dicha posición la ocurrencia de auténticos diptongos.
- En las lenguas salishanas el núcleo silábico también puede estar constituido por obstruyentes consonantes oclusivas.

En general puede construirse una escala jerárquica de sonoridad que predice que si un fonema puede ser núcleo silábico, cualquier otro más alto en la escala de sonoridad puede ser núcleo silábico. La escala de sonoridad es la siguiente:

{\displaystyle {\mbox{oclusivas}}\prec {\mbox{fricativas}}\prec {\mbox{sonorantes}}\prec {\mbox{vocales}}}